# 내 말 좀 들어요
<내 말 좀 들어요>는 대한민국의 여성 싱어송라이터 장덕의 발표곡이다. 장덕의 네번째 정규 음반 《얘얘》의 A면 4번 트랙으로 수록되어 발표되었다. 이 곡은 장덕이 발표한 곡들 중 리메이크 곡을 제외하고 작사 · 작곡 모두를 다른 작곡가에게 맡긴 유일한 곡이다. 

## 배경
1988년 초 장덕은 동료 남성 싱어송라이터 김범룡과 흥미로운 이벤트를 벌였다. 그것은 각자의 신규음반에 각자가 만든 곡을 상대방의 음반에 넣는 것이었다. 그래서 김범룡이 먼저 그의 정규 4집 음반 《마지막 입맞춤》에 장덕의 곡 <빈 가슴>을 B면 마지막 곡으로 수록하여 발표하였고, 이후 장덕 역시 그녀의 정규 4집 음반 《얘얘》에 김범룡의 곡 <내말좀 들어요>를 A면 4번 트랙으로 수록하여 발표하였다.